# Schlotheim
Schlotheim ist ein Ortsteil der Stadt und Landgemeinde Nottertal-Heilinger Höhen im Unstrut-Hainich-Kreis in Thüringen (Deutschland).

## Geografie

### Geografische Lage
Schlotheim liegt in der Mitte Deutschlands in hügeliger Landschaft im Nordwesten des Thüringer Beckens. Es ist Namensgeber des herzynisch, das heißt von Nordwest nach Südost, verlaufenden Schlotheimer Grabens, dessen Verlauf hier vom Tal der Notter auf den im Ortsgebiet mündenden Marolteroder Bach übergeht und im zweitgenannten Abschnitt durch die Heilinger Höhen flankiert wird.

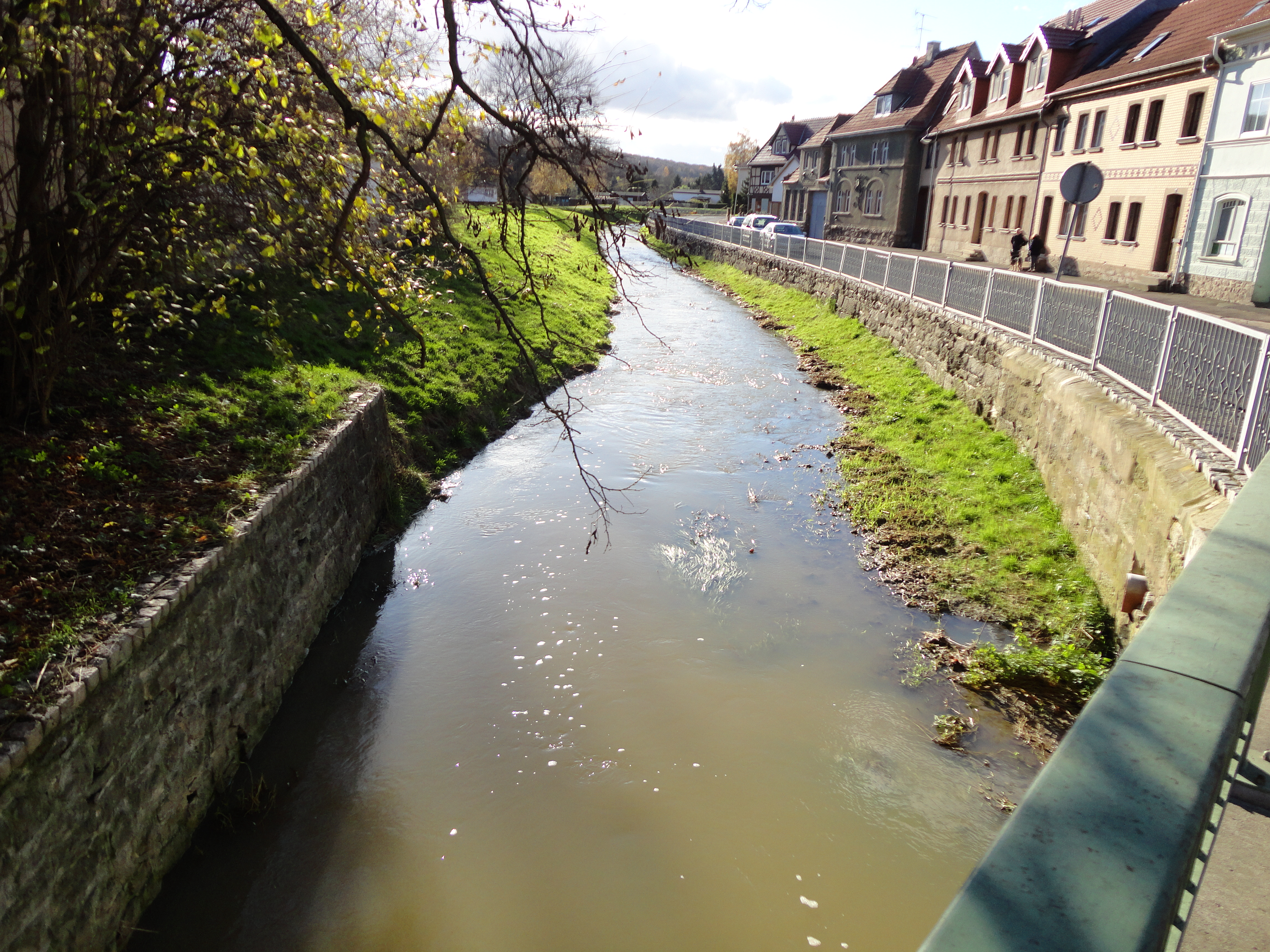
Notter in Schlotheim

Nach Norden reicht das Ortsgebiet bis in die südöstliche Abdachung des Dün.
Angrenzende Orte Schlotheims sind Bothenheilingen, Hohenbergen, Issersheilingen, Kleinwelsbach, Körner, Marolterode, Mehrstedt, Neunheilingen und Obermehler.

## Geschichte
Der Kirchberg, auch Alte Schanze genannt, war mit einer Wallburg südlich von Schlotheim an der Notter-Niederung auf einer fünf Hektar großen Fläche schon in der Jungsteinzeit belegt. Feuersteingeräte, ein Gräberfeld, Siedlungsspuren und Römische Münzen wurden gefunden. Die Wallburg war wohl Flucht-, Kult- und Versammlungsstätte. Reste des Walls sind neben Erhebungen im Gelände noch erkennbar.
Im 10. Jahrhundert war Schlotheim Königshof mit Burg. Die Burg Schlotheim wurde erstmals 974 erwähnt, während Wolfgang Kahl die urkundliche Ersterwähnung des Ortes in der Zeit von 802 bis 817 nachweist. Unter dem Landgraf Ludwig III. wird ein Günther von Schlotheim genannt, der auch unter Herrmann I. am Hof genannt wird. Dieser Schlotheim begleitete Ludwig nach Otranto und verstarb wie sein Herr an Typhus. Auch die Schlotheimer waren Besitzer einer Burg, verloren aber in den Wirren der Wettiner an Besitz und Einfluss. Im Jahr 1277 erhielt Schlotheim das Stadtrecht. Die Stadt kam 1323 zur Grafschaft Hohnstein und wurde 1340 schwarzburgisch. 1425 kaufte Friedrich von Hopffgarten Stadt und Schloss vom Grafen Heinrich von Schwarzburg. Sie gehörte ab 1571 zu Schwarzburg-Sondershausen und ab 1599 zu Schwarzburg-Rudolstadt. Schlotheim war seitdem eine Exklave der Schwarzburg-Rudolstädter Unterherrschaft. 1768 ließen die Hopffgarten die Burg abbrechen und an ihrer Stelle das heutige Schloss Schlotheim erbauen.
Seit dem Mittelalter hat der Anbau von Hanf und Flachs Tradition und bildete die Grundlage der Leineweberei und des Seilerhandwerkes. Die früheste Erwähnung eines Schlotheimer Seilers findet sich in einem Dokument des ehemaligen Schlotheimer Klosters aus dem Jahr 1387. Doch erst 1624 kam der Gewerbezweig durch Ansiedlung des ortsfremden Seilermeisters Peters wieder in Gang. Die Seilerei von Gottfried Heinrich Angermann und die seiner Nachfahren (Familie Martini) stehen für den Übergang zur Gurtweberei, womit im 18. und 19. Jahrhundert die ersten Manufakturbetriebe der Stadt entstanden. Der Erfurter Textil-Großhändler Krakrügge veranlasste 1836 den Aufbau der ersten Fabrikanlage. Um 1850 betrieben in Schlotheim über 50 Handwerks- und Industriebetriebe die Seile-, Riemen- und Gurtfertigung. Hierbei wurden nun besonders die Transmissionsriemen für die zu dieser Zeit in großer Zahl betriebenen Dampfmaschinen von wirtschaftlicher Bedeutung. Der Schlotheimer August Reuschel hatte durch weitere technische Verbesserungen die Treibriemenseilerei begründet und wurde damit zu einem der vermögendsten Einwohner der Stadt. Um die Jahrhundertwende führte das Schlotheimer Gewerbeverzeichnis neunzehn Industriebetriebe der Seiler-Branche. Bis 1989 hatte Schlotheim in der Weberei und Seilerei bis zu 2500 Arbeitsplätze aufgebaut. In Schlotheim war der Stammbetrieb des auf Sportartikel spezialisierten VEB Kombinat SPONETA beheimatet, diese Firma wurde 1953 gegründet und 1993 erfolgreich privatisiert.
Ab 1836 entwickelte sich eine Seilereitradition. Schlotheim wurde 1897 an das Eisenbahnnetz angeschlossen und 100 Jahre später wieder vom Netz genommen. Im Juli 1997 fand die feierliche Eröffnung des Verkehrslandeplatzes statt.
Im Jahr 2006 stieg die Verschuldung durch vielfältige Investitionen der Stadt Schlotheim auf über 13,114 Mio. €. Dies macht eine Pro-Kopf-Verschuldung von 3804 Euro aus, wenn man die Verschuldung der Eigenbetriebe hinzunimmt, erhöht sich die Pro-Kopf-Verschuldung auf 5604 Euro (Stand 2007).
Ab 2015 wurden in der leerstehenden Siedlung neben dem Flugplatz rund 700 Flüchtlinge, die dem Unstrut-Hainich-Kreis zugewiesen wurden, in einer Sammelunterkunft untergebracht. Diese geballte Unterbringung wurde sowohl vonseiten der Stadt als auch durch den Flüchtlingsbeirat kritisiert, da sie als Integrationshemmnis gesehen wird und die Möglichkeiten der Kleinstadt übersteige. Die Kreisverwaltung rechtfertigte ihr Vorgehen mit begrenzten finanziellen Mitteln und fehlenden Kapazitäten an anderen Orten, sodass die Gemeinschaftsunterkunft noch bis 2020 in dieser Größe weiterbetrieben werden soll. Folge der Unzufriedenheit war ein hohes Wahlergebnis von 39,9 % für die Alternative für Deutschland bei der Bundestagswahl 2017.

### Verwaltungsgliederung
Am 8. März 1994 wurden die Gemeinden Mehrstedt und Hohenbergen nach Schlotheim eingemeindet. Am 31. Dezember 2019 schloss sich die Stadt Schlotheim mit weiteren Gemeinden zur Stadt und Landgemeinde Nottertal-Heilinger Höhen zusammen. Die Gemeinden waren zuvor in der Verwaltungsgemeinschaft Schlotheim zusammengeschlossen, die gleichzeitig aufgelöst wurde.

## Politik

### Ehemaliger Stadtrat
Die Kommunalwahl am 26. Mai 2019 führte zu folgender Sitzverteilung:
| Partei / Liste                                    | Sitze | +/− |
| CDU                                               | 7     | −1  |
| SPD                                               | 4     | −1  |
| Die Linke                                         | 1     | −1  |
| Bürgerbündnis Schlotheim – Obermehler e. V. (BSO) | 4     | ±0  |

### Ehemalige Bürgermeister (Auswahl)
- Albert Buske (1946–1947)
- Eckhard Ohl (1980–1981 und ab 1990)
- Hans-Joachim Roth (CDU) wurde im September 2012 zum Bürgermeister gewählt[13] und bekleidete dieses Amt bis zur Auflösung Schlotheims.

### Wappen
Blasonierung: „In Grün ein silberner Drudenfuß.“

### Altes Wappen
Zur Zeit der DDR war das Pentagramm von sechs silbernen Sternen begleitet.
Ein Vorhängeschloss im Wappen war um etwa 16. Jahrhundert der Anfang und seit 1505 ist das heutige Wappen bekannt.

## Kultur und Sehenswürdigkeiten
- Die Stadtkirche St. Servator, ein ursprünglich romanischer Kirchenbau, wurde nach einem Brand 1547 vereinfacht neu errichtet. Nach der „Wende“ wurde die notwendige Sanierung auch mit Mitteln der Deutschen Stiftung Denkmalschutz durchgeführt. An der Südseite der Kirche findet man Grabsteine von früheren Pfarrern in Schlotheim.
- Auf dem Kirchhof steht ein eindrucksvolles Ehrenmal für die gefallenen und vermissten Soldaten beider Weltkriege aus dem Ort
- In Schlotheim sind mehrere Bürgerhäuser (Fachwerk) und eine historische Windmühle erhalten. Es existiert eine Gedenkstätte für Thomas Müntzer.

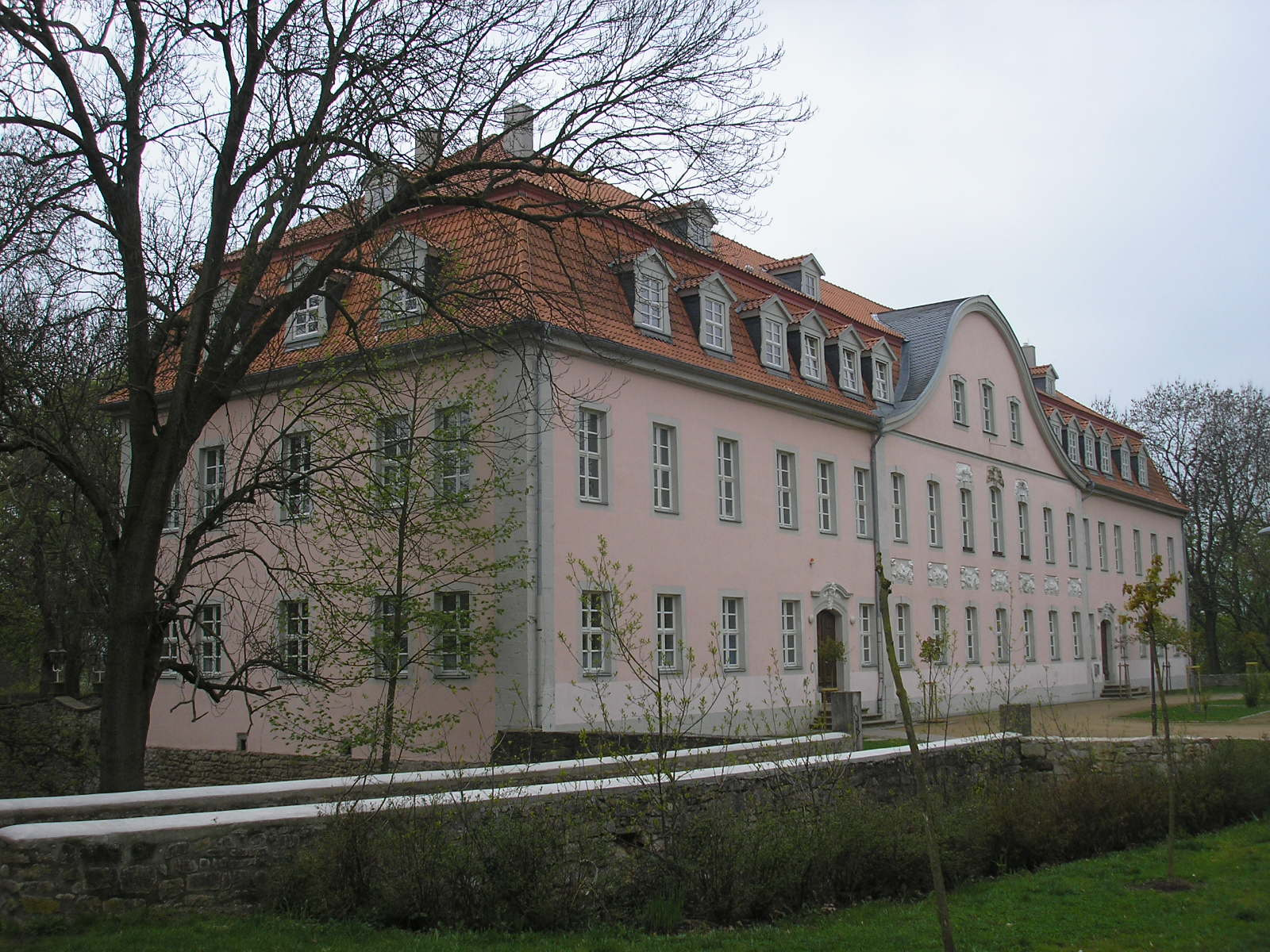
Schloss Schlotheim

- Schloss SchlotheimDas Schloss Schlotheim war in der Vergangenheit Wohnsitz der Familie Hopffgarten, die seit 1425 die Geschichte der Stadt bestimmte. 1768 wurde die alte Burg abgerissen und ein stattliches Barockschloss errichtet. Vom ehemaligen Schlosskomplex existieren heute noch das Schloss, die Schäferei und das Försterhaus. Das Schloss diente nach dem Zweiten Weltkrieg als Gaststätte, Bibliothek und Seniorenclub und beherbergt heute eine heiltherapeutische Kinder- und Jugendeinrichtung.[15]
- Von den ehemals vier Windmühlen und zwei Wassermühlen der Stadt blieb nur die 1861 als Erdholländer erbaute, nun denkmalgeschützte „Linkemühle“ erhalten. Der steinerne Turm wurde 1922 durch Umbau auf 13 Meter Höhe vergrößert. Bis 1948 war die Mühle in Betrieb und wurde durch einen elektrischen Hilfsmotor bei Windstille unterstützt. In der DDR-Zeit wurde die Mühle als Materiallager der Firma Sponeta genutzt. 1992 erwarb die Stadt den Mühlenkomplex, zu dem auch ein größeres Fachwerkgebäude gehört, von der Treuhand-Stiftung, um das Bauwerk vor dem Abriss zu retten. Seit 2007 bemühen sich der städtische Heimat- und Geschichtsverein und der Thüringer Mühlenverein um die Rettung des Technischen Denkmals.[16]
- Das Seilermuseum befindet sich neben der Windmühle in einem zweigeschossigen Fachwerkbau, der ursprünglich 1896 auf dem Firmengelände von Friedrich August Müller in der Talstraße errichtet wurde. Durch einen erforderlichen Umbau gelangte das völlig demontierte Gebäude im Jahr 1957 in die Bahnhofstraße und wurde auf dem Betriebsgelände vom VEB Sponeta neu errichtet, es diente bis 1989 als Produktionsgebäude.[5]
- Seit 2011 findet jährlich auf dem Flugplatz Obermehler-Schlotheim nordwestlich von Schlotheim das Extreme-Metal-Festival Party.San statt.
- Siehe auch: St. Bonifatius (Schlotheim)

Sehenswürdigkeiten
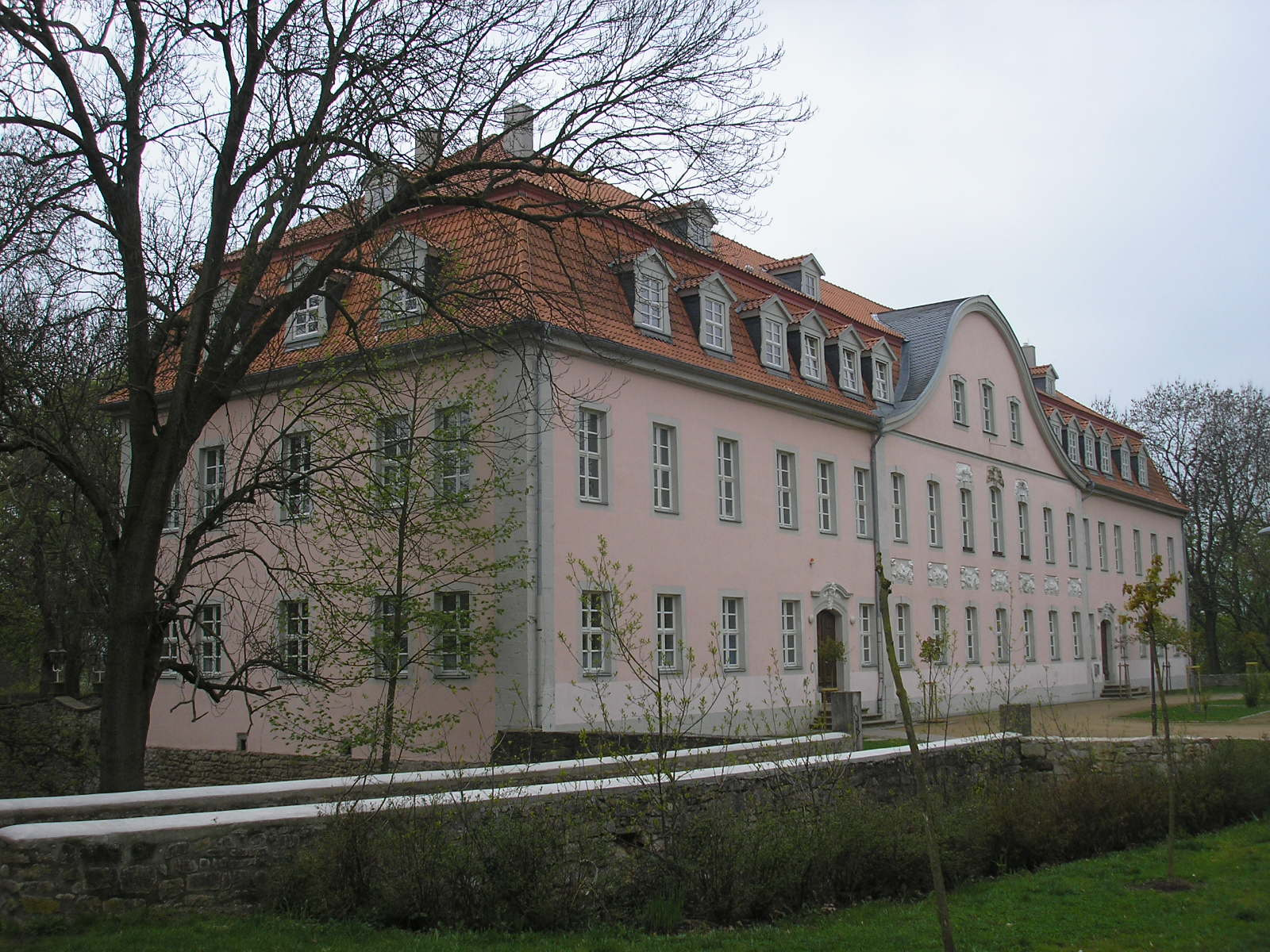
Schloss Schlotheim (Rückansicht)
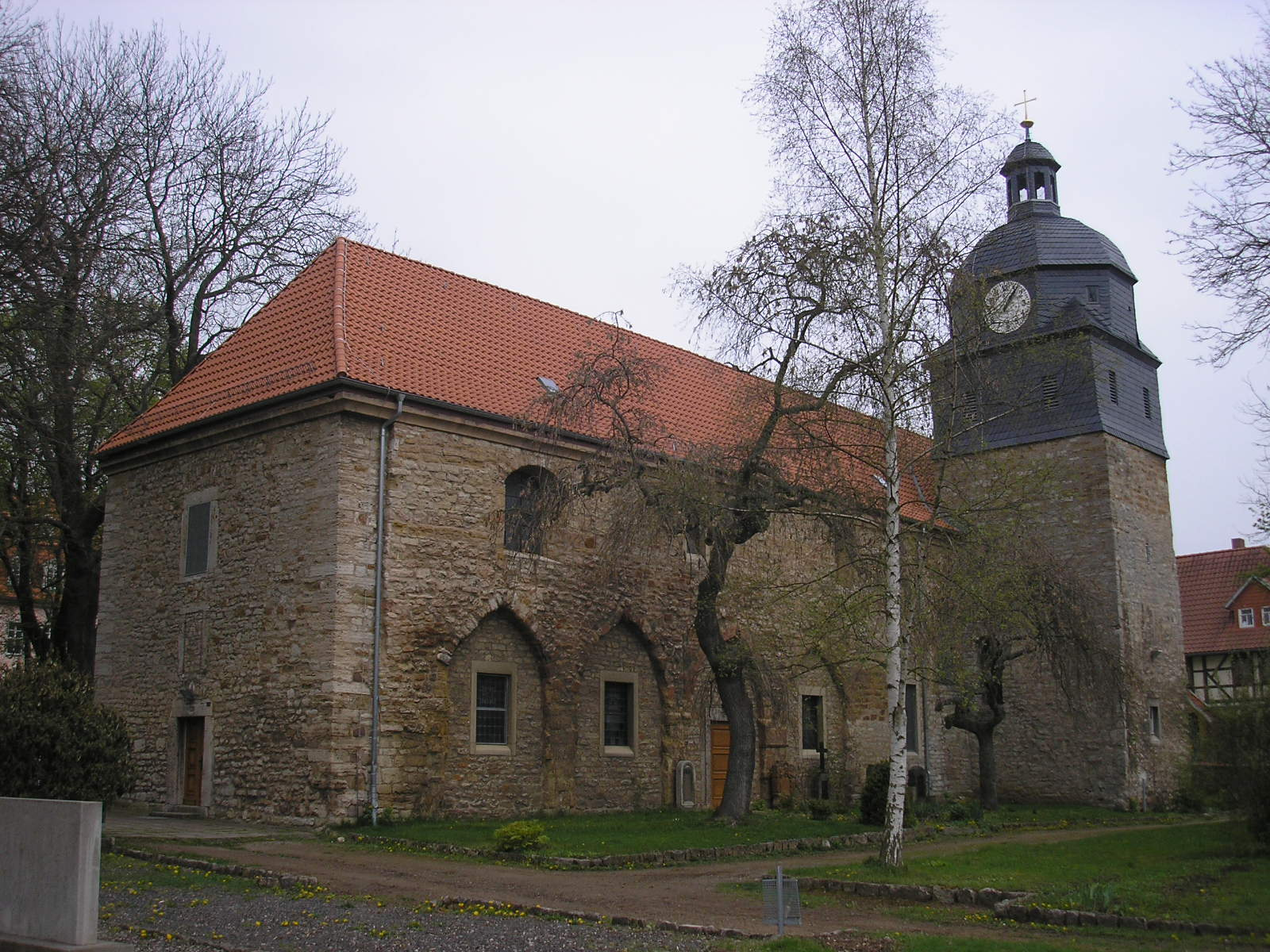
Stadtkirche
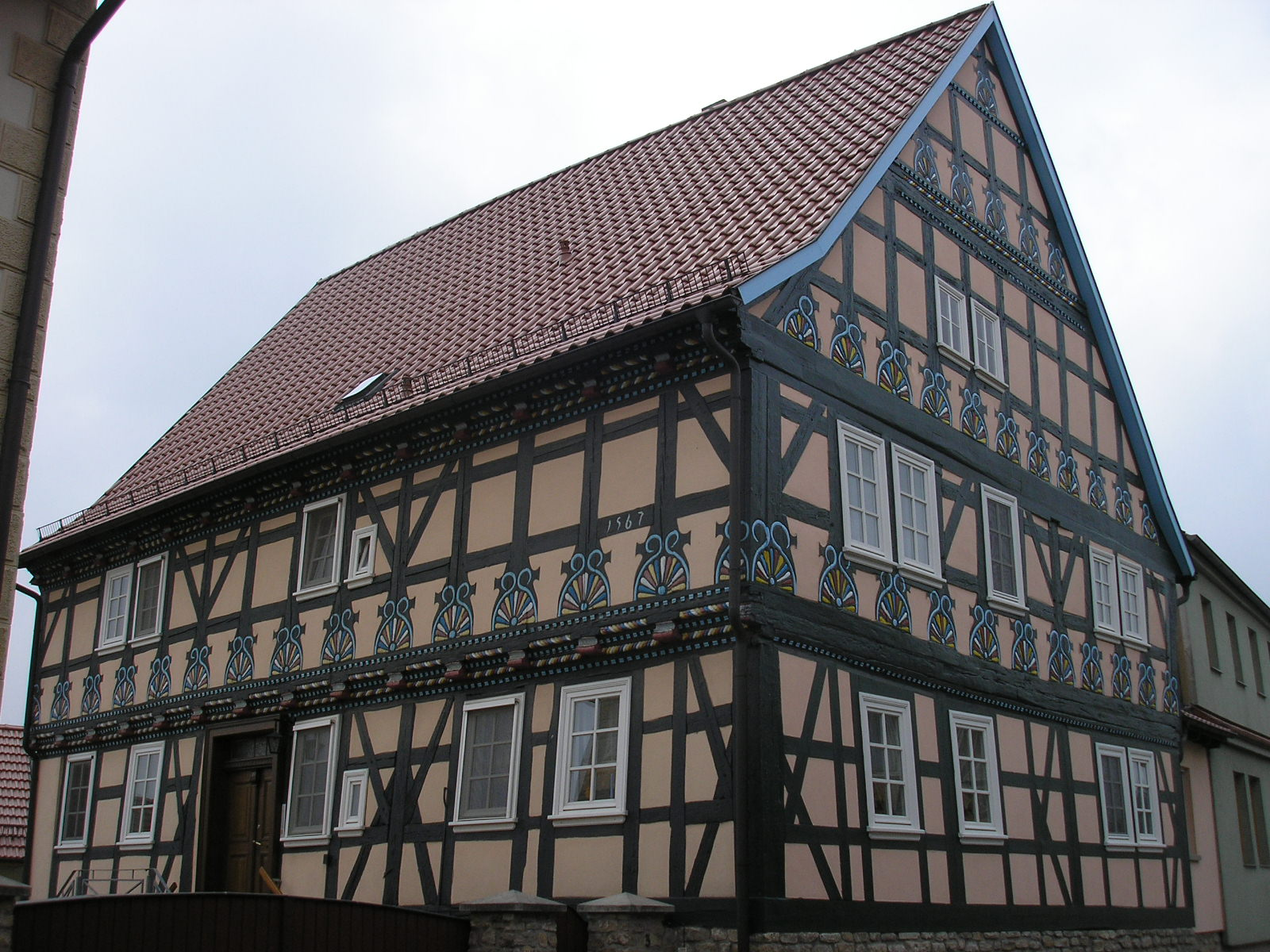
Ein Fachwerkhaus in der Stadt
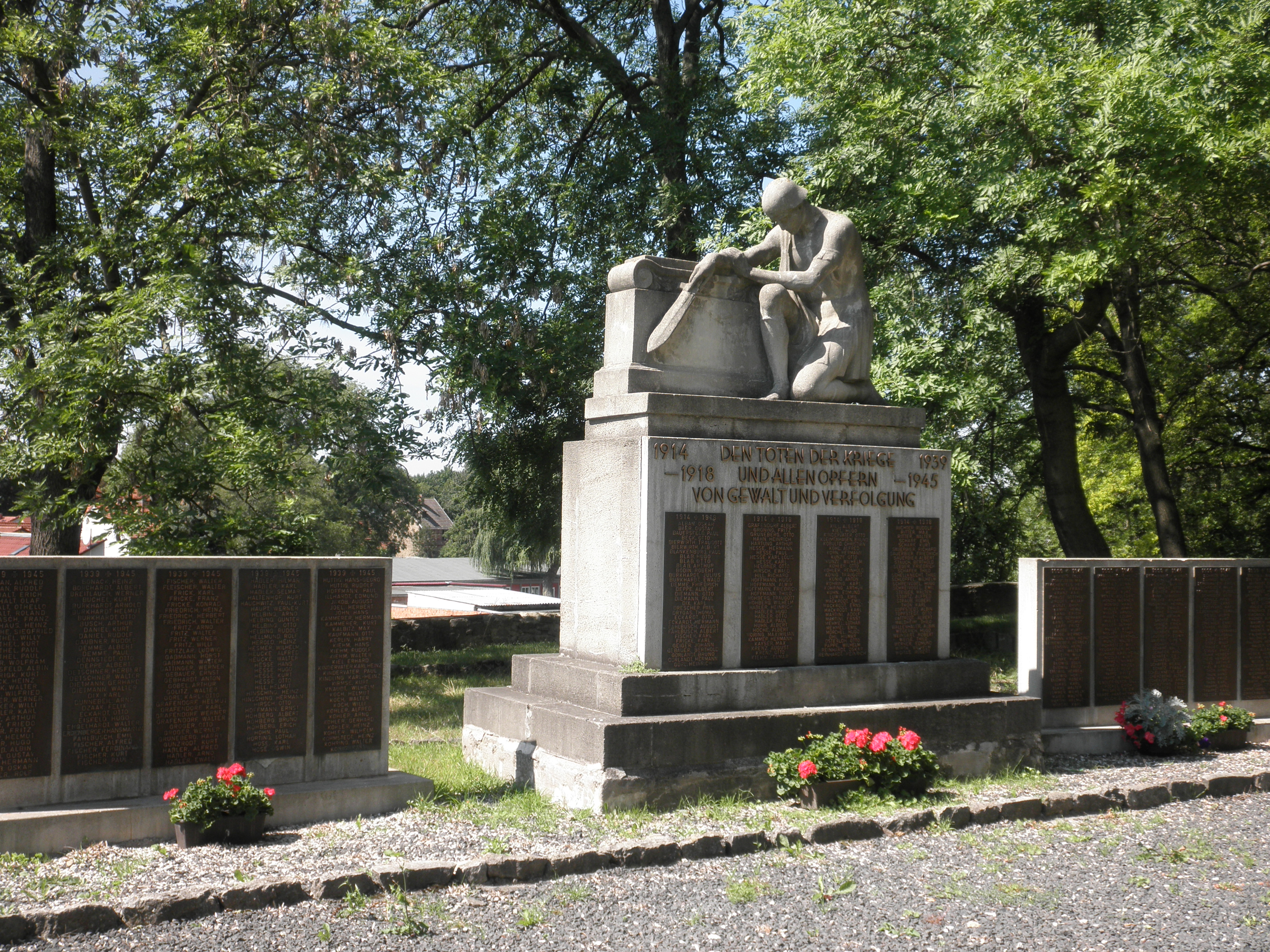
Kriegerdenkmal neben der Kirche
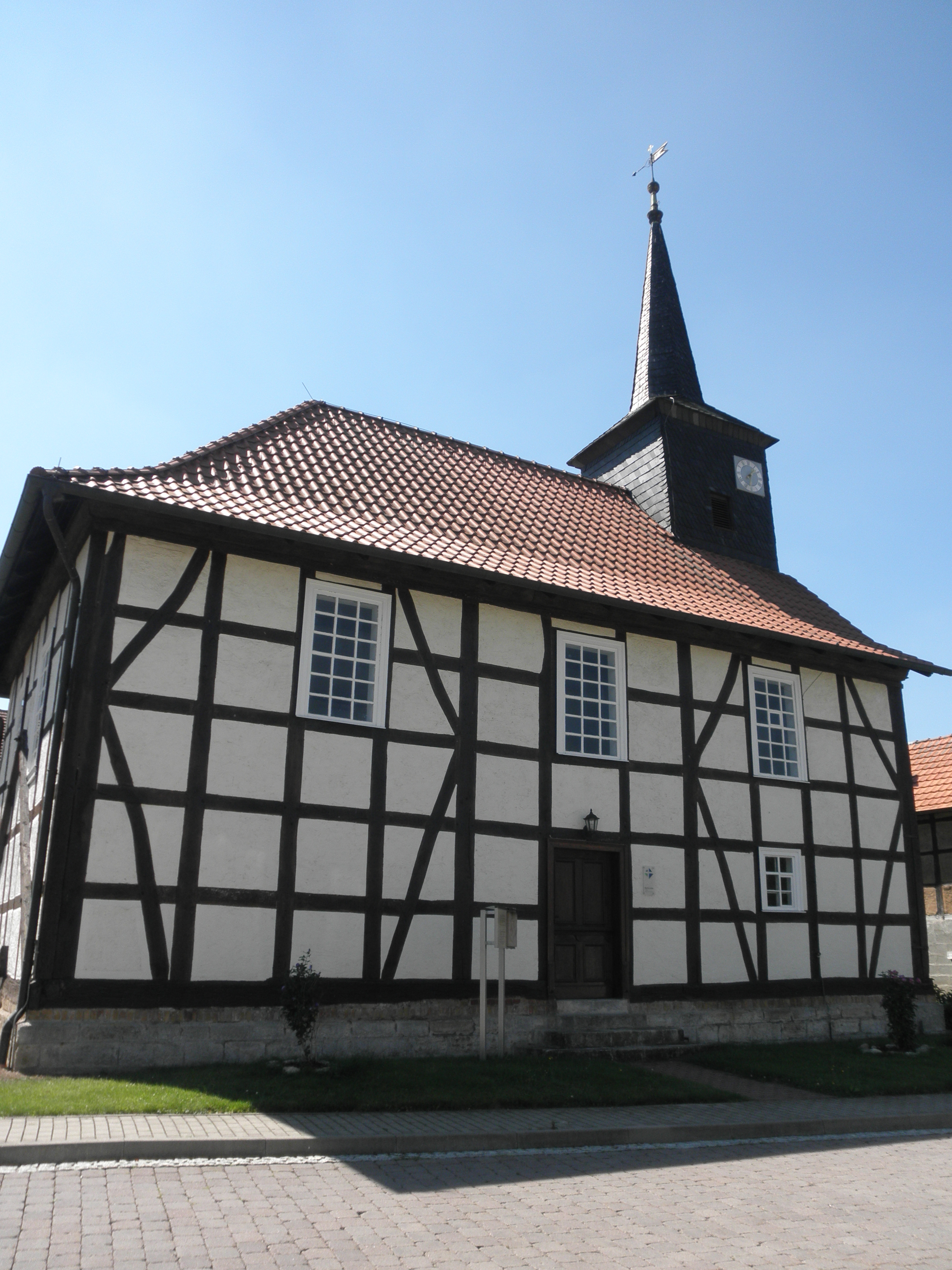
Dorfkirche „Martin Luther“ in Hohenbergen

## Wirtschaft und Infrastruktur

### Ansässige Unternehmen
Neben der industriellen Seilerei werden auch Sport- und Campingartikel, Schulmöbel und Stühle und Lederwaren in Schlotheim hergestellt. Daneben ist ein Automobilzulieferer und eine Kunststoffverarbeitung ansässig.

### Bildungseinrichtungen
In Schlotheim gibt es neben Grund- und Regelschule auch ein Gymnasium.

### Verkehr

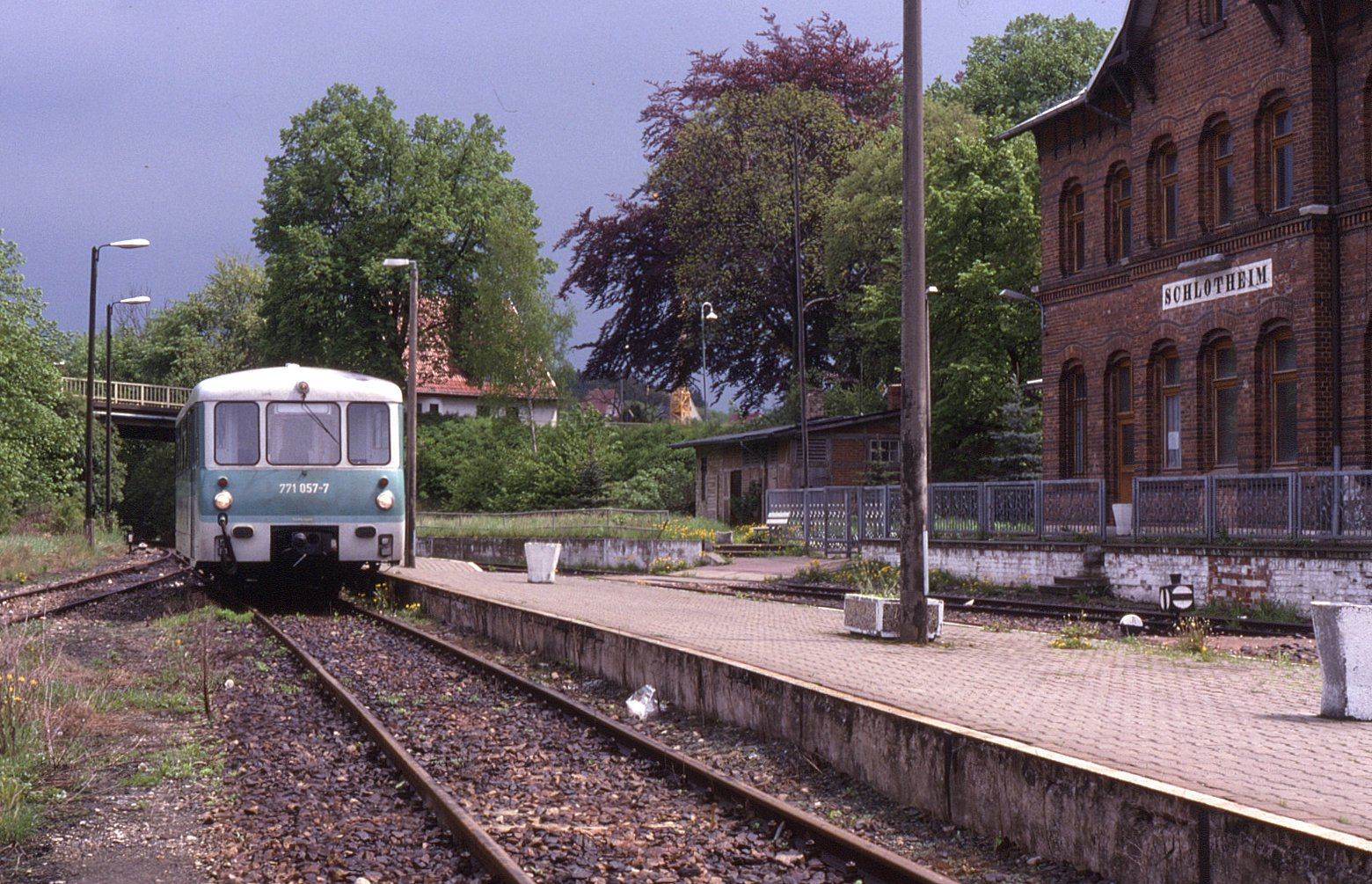
Bahnhof Schlotheim, 1996

Der Bahnhof Schlotheim lag an der Bahnstrecke Ebeleben–Mühlhausen und wurde 1897 eröffnet. Er war der größte Bahnhof der Bahnstrecke (außer Mühlhausen) mit einem Empfangsgebäude, Güterschuppen, einem dreiständigen Lokschuppen mit Wasserturm. Neben den Gleisen für den Personenverkehr auf einem Inselbahnsteig gab es mehrere Ladegleise mit einer Ladestraße. Mit Einstellung des Streckenabschnittes 1974 nach Ebeleben wurde Schlotheim zum Endbahnhof. 1980 wurde Bahnhof umgebaut und Teile der Gleisanlagen zurückgebaut. Der Güterverkehr wurde Ende 1994 und der Personenverkehr zum 31. Mai 1997 eingestellt. Seit 15. August 1998 ist die Strecke stillgelegt und alle verbliebene Bahnhofsgebäude wurden abgerissen. Auf dem Streckenabschnitt der ehemaligen Bahnstrecke in Schlotheim gibt es jetzt einen Radweg.
Im Busverkehr ist Schlotheim an die Regionallinie 131 sowie an die landesbedeutsame Linie 130 (Mühlhausen–Sondershausen) angebunden.
Schlotheim ist über die Bundesstraße 249 (Eschwege–Sondershausen) erreichbar.

## Persönlichkeiten

### Ehrenbürger
- Paul von Hindenburg (1847–1934), Generalfeldmarschall[18]

### Töchter und Söhne des Ortes und Personen mit Bezug zu Schlotheim
- Bernhard Listemann (1841–1917), Geiger und Musikpädagoge
- Friedrich Graef (1860–1936), Gymnasiallehrer und Stadtarchivar
- Berthold Rein (1860–1943), Lehrer und Historiker
- Carlos Hartling (1869–1920), Komponist der Nationalhymne von Honduras
- Fritz Riemann (1881–1955), Architekt
- Hugo Siegmüller (1889–1958), Maler, Grafiker (Landschaftsmalerei sowie Wintersportmotive)
- Wilhelm Otto Pitthan (1896–1967), Maler (Porträt- und Landschaftsmalerei)
- Werner Braune (1909–1951), SS-Obersturmbannführer in der Einsatzgruppe D; zum Tode verurteilt und 1951 hingerichtet
- Peter Kehl (1935–2022), Ingenieur der Eisenhüttenkunde und Manager
- Arno Rink (1940–2017), Maler; wird zur Leipziger Schule gezählt
- Rainer M. Schulz (* 1946), Kameramann, Deutscher Kamerapreis 2011
- Christina Schäffner (* 1950), Übersetzungswissenschaftlerin, Hochschullehrerin
- Petra Arndt (* 1958), Künstlerin